# Hirojuki Usui
Hirojuki Usui (japonsko 碓井 博行), japonski nogometaš in trener, * 4. avgust 1953.
Za japonsko reprezentanco je odigral 38 uradnih tekem.